# تاريخ الأجهزة الحاسوبية (ستينيات القرن العشرين-الآن)

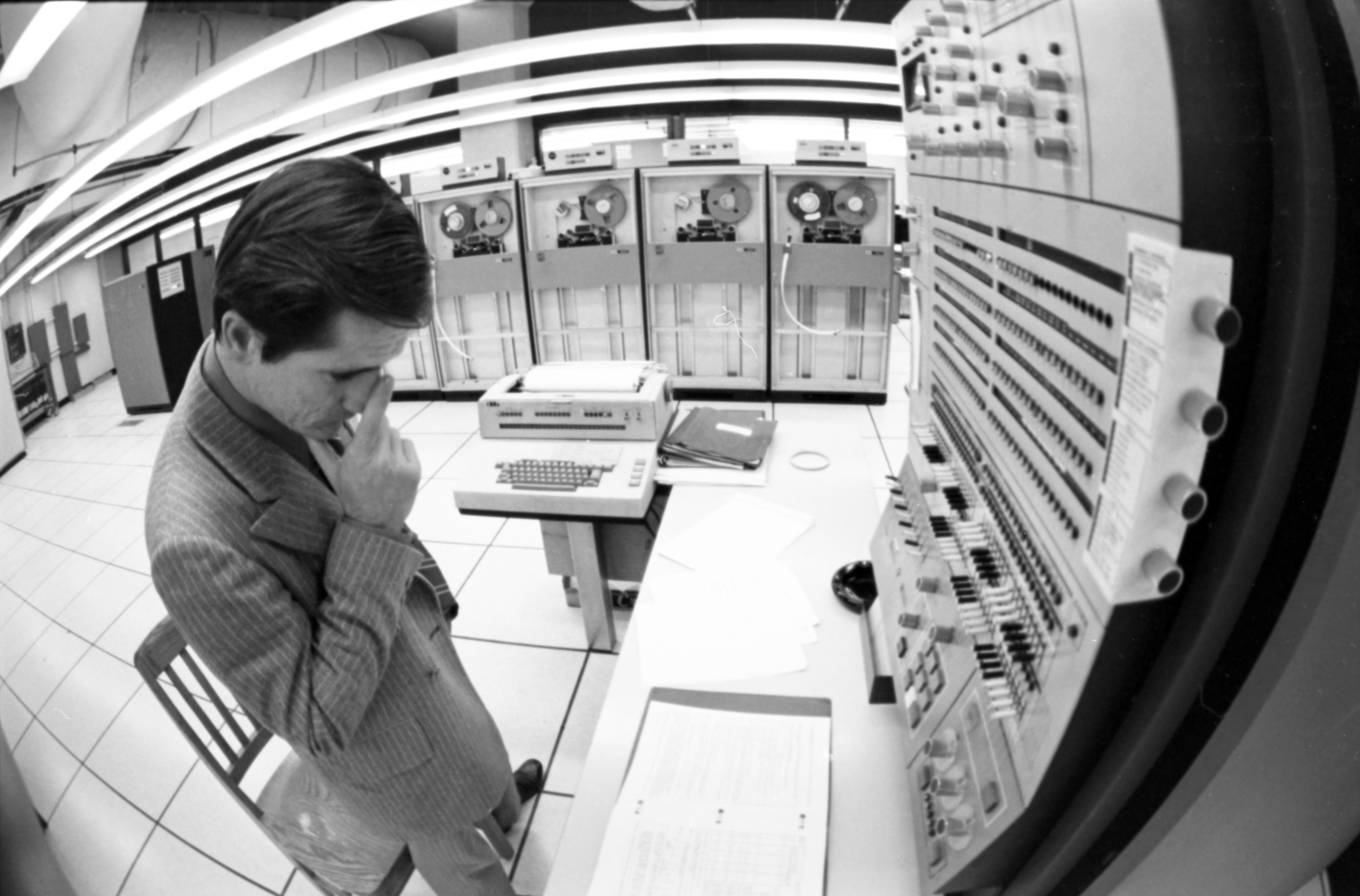
أجهزة كمبيوتر IBM 360 المركزية

يميز تاريخ الأجهزة الحاسوبية بدءًا من عام 1960 التحول من الصمامات الإلكترونية إلى الأجهزة المبنية تمامًا من المواد الصلبة (أجهزة الجوامد) مثل الترانزستورات، ومن ثم شرائح الدارات المتكاملة (آي سي). بحلول عام 1959، اعتُبرت الترانزستورات المنفصلة اقتصادية وموثوقة بما فيه الكفاية لدرجة جعلت حواسيب الصمامات الإلكترونية غير قادرة على المنافسة. أدت كل من تكنولوجيا الأكاسيد المعدنية لأشباه المواصلات وتكنولوجيا الدارات المتكاملة ذات العدد الكبير من البوابات، على التتالي، إلى تطور ذواكر أشباه الموصلات في منتصف إلى أواخر ستينيات القرن العشرين، ثم إلى تطور المعالج الميكروي في بدايات سبعينيات القرن العشرين. أدى ذلك إلى جعل ذاكرة الحاسوب الأساسية تنتقل من أجهزة بذواكر ذات نواة مغناطيسية إلى ذواكر بأشباه موصلات ديناميكية وستاتيكية بالحالة الصلبة، مما سبب انخفاضًا كبيرًا في تكلفة الحواسيب وحجمها واستهلاكها للطاقة. أدت هذه التطورات إلى تصنيع الحاسوب الشخصي المصغر(بّي سي) في سبعينيات القرن العشرين، ابتداءً من الحواسيب المنزلية إلى الحواسيب الأرضية، لتتبعها الحواسيب المحمولة ثم الحواسيب المتنقلة على مدى العدة عقود التالية.

## الجيل الثالث
تسارعت الزيادة الكبيرة في استخدام الحواسيب مع ظهور حواسيب «الجيل الثالث». اعتمد ذلك عمومًا على تكنولوجيا الدارات المتكاملة (الشرائح)، ابتداءً من عام 1966 في السوق التجاري.
في عام 1958، اخترع جاك كيلبي في شركة تكساس إنتسترومنتس (Texas Instruments) الدارة المتكاملة الهجينة (آي سي الهجينة)، التي كان لها توصيلات سلكية خارجية، تجعل من الصعب إنتاجها بكميات كبيرة. في عام 1959، اخترع روبرت نويس شريحة الدارة المتكاملة أحادية الليئية (آي سي) في شركة فيرتشايلد سيميكوندكتر. كانت مصنوعة من السيليكون، في حين أن شرائح كيلبي كانت مصنوعة من الجرمانيوم. كان أساس دارات نويس المتكاملة أحادية الليئية هو سيرورة مستوية من شركة فيرتشايلد، والتي سمحت للدارات المتكاملة أن تُعدّ باستخدام نفس المبادئ المستخدمة في الدارات المطبوعة. طور السيرورة المستوية جان هورني زميل نويس في بدايات عام 1959، اعتمادًا على تخميل سطحي للسيليكون وعمليات الأكسدة الحرارية التي طورها محمد م.عطالله في مختبرات بل في أواخر خمسينيات القرن العشرين.
بدأت الحواسيب التي تستخدم الدارات المتكاملة بالظهور في بدايات ستينيات القرن العشرين. على سبيل المثال، حاسوب شبكة أشباه الموصلات الذي ظهر في عام 1961 (الحاسوب الإلكتروني الجزيئي، موليكوم (Mol-E-Com))، وأول حاسوب لأغراض عامة مصنوع من دارة متكاملة أحادية الليئية (بُني لأغراض توضيحية، وبُرمجت لتحاكي آلة حاسبة مكتبية) من قبل شركة تكساس إنسترومنتس لصالح القوات الجوية الأمريكية.
كانت بعض استخداماتها المبكرة في الأنظمة المدمجة، ولاسيما من قبل وكالة ناسا في حاسوب أبولو الإرشادي، ومن قبل الجيش في صاروخ إل جي إم 30 مينمان الباليستي العابر للقارات، وفي حاسوب هانويل أليرت المحمول جوًا، وفي حاسوب البيانات الجوية المركزية المستخدم للتحكم بالطيران في الطائرة المقاتلة إف-14 توم كات التابعة لبحرية الولايات المتحدة.
كان الاستخدام التجاري الأول في حواسيب إس دي إس 92، في عام 1965. استخدمت شركة آي بي إم الدارات المتكاملة في الحواسيب من أجل منطق نظام/360 نموذج 85 الذي شُحن في عام 1969، ثم استخدمتها بشكل مكثف في نظام/370 الذي بدأ شحنه في عام 1971.
مكنت الدارات المتكاملة من تطوير حواسيب أصغر بكثير. كان الحاسوب الصغير اختراعًا مهمًا في ستينيات وسبعينيات القرن العشرين. أوصل قوة الحوسبة إلى عدد أكبر من الناس، ليس فقط عن طريق أحجام فيزيائية مناسبة لكن أيضًا عن طريق توسيع مجال بيع الحواسيب. أصبحت شركة ديجيتال إكيبمنت في المرتبة الثانية بعد شركة آي بي إم مع ظهور أنظمة الحواسيب مع معالج بيانات مبرمج (بّي دي بّي) وحواسيب فاكس (VAX) فيها. أدت المعدات الأصغر والأقل تكلفة إلى تطوير أنظمة تشغيل جديدة مهمة مثل نظام يونيكس.
في شهر نوفمبر عام 1966، طرح هيوليت-باكارد الحاسوب الصغيرA2116، وهو واحد من أوائل حواسيب 16-بت التجارية. استخدم منطق الترانزستور المتكامل الدقيق (CTµL) في الدارات المتكاملة من شركة فيرتشايلد سيميكوندكتر. اتبع هيوليت-باكارد ذلك في حواسيب 1-بت المشابهة، مثل حواسيب 2115A في عام 1967، وحواسيب 2114A في عام 1968 وغيرها.
في عام 1969، طرحت شركة داتا جينيرال حواسيب نوفا وشحنت منها ما مجموعه 50,000 بسعر 8000 دولار لكل واحد منها. مهدت شعبية حواسيب 16-بت، مثل سلسلة 21XX لهيوليت-باكارد، وحاسوب نوفا التابع لشركة داتا جينيرال الطريق إلى أطوال كلمات (التي يستطيع الحاسوب معالجتها) من مضاعفات 8-بايت. كان حاسوب نوفا أول حاسوب استخدمت فيه الدارات المتكاملة متوسطة الحجم (إم إس آي) من شركة فيرتشايلد سيميكوندكتر، إضافة إلى نماذج لاحقة استخدمت فيها الدارات المتكاملة كبيرة الحجم (إل إس آي). وأيضًا من الجدير بالذكر أن المعالج المركزي الكلي كان يحتوي على لوحة دارات مطبوعة واحدة بمقاس 15 بورصة.
استخدمت الحواسيب المركزية الكبيرة الدارات المتكاملة لزيادة إمكانيات التخزين والمعالجة. تُدعى عائلة حواسيب شركة آي بي إم المركزية ذات نظام/360 والمُنتجة في عام 1965 أحيانًا بحواسيب الجيل الثالث؛ إذ إن منطقها يتألف بشكل رئيسي من دارات إس إل تي هجينة، والتي كانت تحتوي على ترانزستورات وثنائيات منفصلة مترابطة داخليًا على ركيزة عن طريق أسلاك مطبوعة ومكونات خاملة مطبوعة؛ واستخدم نظام/360 نموذج 85 ونموذج 91 الدارات المتكاملة في بعض داراته. استخدم نظام/370 لشركة آي بي إم، الدارات المتكاملة في منطقه.
بحلول عام 1971، كان حاسوب إيلياك 4 Illiac IV أسرع حاسوب فائق في العالم، إذ استخدم نحو ربع مليون دارة متكاملة ذات بوابات منطقية إي سي إل صغيرة الحجم لتصنيع أربعة وستين معالج بيانات متوازي.
عُرضت حواسيب الجيل الثالث جيدًا في تسعينيات القرن العشرين؛ على سبيل المثال حاسوب ES9000 9X2 من شركة آي بي إم الذي أُعلن عنه في آبريل عام 1994، واستخدم 5,960 شريحة إي سي إل لتصنيع معالج ثماني النوى. طُرحت حواسيب جيل ثالث أخرى في تسعينيات القرن العشرين وشملت حواسيب فاكس 9000 الفائقة (1989)، التي بُنيت من مصفوفات بوابة إي سي إل وشرائح حسب الطلب، وحواسيب كراي تي90.

## الجيل الرابع
الجيل الثالث حاسوب صغير كان في الأساس إصدارات مصغرة من [حاسب مركزي] ، في حين أن أصول الجيل الرابع مختلفة اختلافًا جوهريًا. [بحاجة لتوضيح] أساس الجيل الرابع هو المعالج الدقيق ، معالج كمبيوتر يحتوي على شريحة واحدة تكامل واسع النطاق (LSI) دارة MOS المتكاملة.
كانت أجهزة الكمبيوتر القائمة على المعالجات الدقيقة في الأصل محدودة للغاية في قدرتها الحسابية وسرعتها ولم تكن بأي حال من الأحوال محاولة لتقليص حجم الكمبيوتر الصغير. كانوا يخاطبون سوقًا مختلفة تمامًا.
لقد نمت طاقة المعالجة وقدرات التخزين إلى ما هو أبعد من كل تعريف منذ سبعينيات القرن الماضي ، ولكن التقنية الأساسية ظلت كما هي في التكامل على نطاق واسع (LSI) أو تكامل واسع النطاق جدًا (VLSI) ، لذا فهي كذلك يعتبر على نطاق واسع أن معظم أجهزة الكمبيوتر اليوم لا تزال تنتمي إلى الجيل الرابع.

## ذاكرة أشباه الموصلات
قالب:مقال تفصيلي: ذاكرة أشباه الموصلات
تم اختراع الموسفت MOSFET (ترانزستور التأثير الميداني لأكسيد المعادن وأشباه الموصلات ) ، أو ترانزستور MOS . بالإضافة إلى معالجة البيانات ، أتاحت لموسفت الاستخدام العملي لترانزستورات موس كعناصر تخزين لخلايا الذاكرة ، وهي وظيفة كانت تخدمها النوى المغناطيسية سابقًا. كانت ذاكرة أشباه الموصلات ، المعروفة أيضًا باسم ذاكرة MOS ، أرخص وتستهلك طاقة أقل من الذاكرة المغناطيسية الأساسية. تم تطوير ذاكرة الوصول العشوائي MOS (RAM) ، في شكل ذاكرة RAM ثابتة (SRAM) ، بواسطة "جون سميث" في Fairchild Semiconductor في عام 1964. في عام 1966 ، طور "روبرت دينارد" من مركز أبحاث IBM ذاكرة الوصول العشوائي الديناميكية MOS (DRAM). وفي عام 1967 ، قام Dawon Kahng و "Simon Sze" في Bell Labs بتطوير موسفت ذي البوابة العائمة ، وهو الأساس لذاكرة موس غير المتطايرة مثل EPROM و EEPROM وذاكرة فلاش.

## المعالجات الدقيقة
1971: إنتل 4004
نشأ المعالج الدقيق في شريحة الدائرة المتكاملة MOS (MOS IC). تم تصنيع MOS IC بواسطة "فريد هايمان" و "ستيفن هوفشتاين" في شركة RCA في عام 1962. [37] نظرًا لتحجيم موسفت السريع ، زادت رقائق MOS IC بسرعة في التعقيد بمعدل يتنبأ به قانون مور ، مما أدى إلى تكامل واسع النطاق (LSI) مع مئات الترانزستورات على شريحة MOS واحدة في أواخر الستينيات. كان تطبيق رقائق MOS LSI على الحوسبة أساس المعالجات الدقيقة الأولى ، حيث بدأ المهندسون في إدراك أنه يمكن احتواء معالج كمبيوتر كامل على شريحة MOS LSI واحدة.
كانت أقدم المعالجات الدقيقة متعددة الشرائح هي الأنظمة رباعية الطور AL1 في عام 1969 و Garrett AiResearch MP944 في عام 1970 ؛ كل منها يستخدم عدة شرائح MOS LSI. في 15 نوفمبر 1971 أصدرت إنتل أول معالج دقيق أحادي الرقيقة في العالم في عام 4004 على شريحة MOS LSI واحدة. قاد "فيديريكو فاجين" تطويرها ، باستخدام تقنية بوابة السيليكون MOS ، جنبًا إلى جنب مع "تيد هوف" و "ستانلي مازور " و "ماساتوشي شيما". تم تطويره لشركة آلة حاسبة يابانية تسمى Busicom كبديل للدارات السلكية ، ولكن تم تطوير أجهزة الكمبيوتر حولها ، مع توفير الكثير من قدرات المعالجة الخاصة بها بواسطة شريحة معالج دقيق واحدة. استندت شريحة ذاكرة الوصول العشوائي الديناميكية (DRAM) إلى خلية ذاكرة MOS DRAM التي طورها "روبرت دينارد" من شركة IBM ، حيث تقدم كيلو بت من الذاكرة على شريحة واحدة. قامت إنتل بربط شريحة ذاكرة الوصول العشوائي (RAM) بالمعالج الدقيق ، مما سمح لأجهزة الكمبيوتر من الجيل الرابع بأن تكون أصغر وأسرع من أجهزة الكمبيوتر السابقة. كان جهاز عام 4004 قادرًا فقط على القيام بـ 60.000 تعليمات في الثانية ، لكن أتباعه جلبوا السرعة والقوة المتزايدة باستمرار لأجهزة الكمبيوتر ، بما في ذلك Intel 8008 و 8080 (المستخدمة في العديد من أجهزة الكمبيوتر التي تستخدم نظام التشغيل CP / M) ، وعائلة 8086/8088 . (تستخدم أجهزة الكمبيوتر الشخصية (PC) وأجهزة الكمبيوتر المتوافقة من شركة IBM معالجات لا تزال متوافقة مع الإصدارات السابقة مع 8086.) كما قام منتجون آخرون بصنع المعالجات الدقيقة التي كانت تستخدم على نطاق واسع في أجهزة الكمبيوتر الصغيرة.

## أجهزة الكمبيوتر العملاقة
1976: الكمبيوتر العملاق Cray-1
كانت الحواسيب العملاقة القوية في ذلك العصر في الطرف الآخر من طيف الحوسبة من الحواسيب الصغيرة ، كما أنها استخدمت تقنية الدوائر المتكاملة. في عام 1976 ، تم تطوير Cray-1 بواسطة Seymour Cray ، الذي ترك Control Data في عام 1972 ليشكل شركته الخاصة. كان هذا الجهاز هو أول كمبيوتر عملاق يجعل معالجة المتجهات عملية. كان له شكل حدوة حصان مميز لتسريع المعالجة عن طريق تقصير مسارات الدائرة. تستخدم معالجة المتجهات تعليمة واحدة لإجراء نفس العملية على العديد من الوسائط ؛ لقد كانت طريقة معالجة أساسية للكمبيوتر العملاق منذ ذلك الحين. يمكن لـ Cray-1 حساب 150 مليون عملية فاصلة عائمة في الثانية (150 ميجا فلوب). تم شحن 85 بسعر 5 ملايين دولار لكل منها. كان Cray-1 يحتوي على وحدة معالجة مركزية تم إنشاؤها في الغالب من SSI و MSI ECL ICs